# Китайская тушь
Китайская тушь (墨 mò)  — чёрная акварельная краска (тушь), употребляемая для каллиграфии и рисования, черчения, а в Китае, Японии и Корее также для письма, где является одной из четырех драгоценностей рабочего кабинета. Имеет множество отличий от туши, производимой на Западе.

## Названия
В Китае и странах влияния китайской культуры является основной и зачастую единственной доступной. В китайской каллиграфии известна как мотяо (кит. трад. 墨條, упр. 墨条, пиньинь mòtiáo), мак в корейской (кор. 먹?, 墨?), мук тау (вьет. mực tàu, тьы-ном 墨艚) или мук той (вьет. mực thỏi, тьы-ном 墨鋑) во вьетнамской, суми в японской (яп. 墨).
В странах Западного мира известна как китайская (англ. Chinese ink, нем. Chinesische Tusche, фр. Encre de Chine) или индийская (англ. Indian ink в Великобритании и США, куда попала из Британской Индии) для отличия от туши, производимой в странах Европы и Америки. С учётом того, что чаще всего она продаётся в брикетах, получило распространение наименование как кусковой туши (англ. inkstick, ink cakes), так и чернильного карандаша (исп. barra de tinta, преимущественно в странах Латинской Америки).

## История
Самые ранние артефакты китайских чернил можно датировать XII веком до н. э., при этом иногда использовались обугленные дощечки, растительные красители и чернила на основе крови животных, наиболее распространенными были минеральные чернила. Минеральные чернила на основе таких материалов, как графит, растирались с водой и наносились кистями. Минеральное происхождение китайских чернил обсуждалось каллиграфом, политиком и писателем династии Восточная Хань Сюй Шэнем (許慎, 58 – ок. 147) в своем труде «Шуовэнь цзецзы»: «Чернила, семантический компонент которых — «земля», чёрные» (墨, 從土, 黑也), что указывает на то, что иероглиф «чернила» (墨) состоит из иероглифов «чёрный» (黑) и «почва» (土), из-за земного происхождения тёмного минерала, используемого при его производстве.
Переход от графитовых чернил к саже и обугленным чернилам произошёл до династии Шан. Из исследований следов чернил в артефактах различных династий считается, что чернила, используемые в династии Чжоу, очень похожи на те, которые использовались в династии Хань. Однако эти ранние чернила, вплоть до династии Цинь, вероятно, хранились в жидкой или порошкообразной форме, которые не были хорошо сохранены, и поэтому их существование и состав можно изучить только по окрашенным объектам и артефактам. Физические доказательства этих первых «современных» китайских чернил из сажи и животного клея были найдены в археологических раскопках гробниц, датируемых концом периода Воюющих царств около 256 г. до н. э. Эти чернила были сформированы ручным трудом в гранулы, которые были измельчены в чернила на плоском чернильном камне с помощью меньшего каменного пестика. Многие чернила в виде гранул и шлифовальные инструменты были найдены в гробницах династии Хань, а большие чернила в виде слитков появились в конце Восточной Хань. Эти последние чернила имеют физические отметки, которые указывают на то, что при их производстве использовалось разминание.
Одно из первых литературных записей о производстве чернильных палочек в Японии содержится в «Цимин яошу» (齊民要術), написанном во времена династии Северная Вэй. Подробное описание методов, технических требований и ингредиентов также было отмечено в десятом свитке «Юньлу маньчао» (雲麓漫鈔)[3] и в главе «чернила» «Тяньгун кайу» (天工開物), выдающейся энциклопедии эпохи династии Мин, написанной Сун Инсином (宋應星).

## Состав и изготовление
Тушь для каллиграфии готовится из сажи и клея животного происхождения. Для сохранности и в эстетических целях могут добавляться другие ингредиенты. Для получения сажи могут сжигаться:
- смолы различных пород дерева, например смола сосны;
- растительные масла, например: конопляное масло, тунговое масло (桐油), соевое масло, масло чайных семян[7];
- жиры животного происхождения;
- натуральные минералы.

В качестве связующего вещества может использоваться рыбий клей, костный клей, яичный белок.
Состав и пропорция компонентов определяют особенности сорта туши: оттенок цвета, блеск, растворимость в воде. Для улучшения различных свойств туши в неё добавлялись благовония (сандал), пряности (гвоздика, мускус), экстракты лекарственных растений, перламутровая пыль.
Сажа от пережжённой смолы, после специальной обработки, прессуется в бруски и выдерживается при определённой температуре и влажности необходимое количество времени.
Компоненты смешиваются в точной пропорции в тестообразную массу и месятся, пока масса не станет однообразной. Полученную массу режут на куски, запрессовывают в формы и медленно сушат. Плохо приготовленная тушь из-за неточной дозировки, неравномерного промешивания или сушки может трескаться и раскалываться.
Дешёвые сорта туши, изготовленные по упрощённой технологии, для каллиграфии рекомендуют не использовать, так как они плохо ложатся на бумагу и приводят к вырабатыванию неверных навыков при занятиях.
Мастер каллиграфии способен определить качество туши по плотности, запаху, звуку при постукивании о твердый предмет.
Бруски туши часто художественно оформляются. Дорогие сорта дополнительно помещаются в специальные футляры из ценных пород дерева, отделанных шёлком.

## Использование
Перед началом письма тушь растирают с небольшим количеством воды на специальной площадке — тушечнице. Наиболее распространённый материал, из которого делают тушечницу — камень. Если тушь высокого качества, то при её правильном разведении получается густая, немного тягучая маслянистая жидкость.
Во время занятий каллиграфией брусок туши кладут на специальную подставку мо-чуан (墨床). После завершения работы тушь просушивают и убирают в футляр.

## Некоторые виды китайской туши
Существует множество видов чернильных карандашей. Художник или каллиграф может использовать определённые чернила для особых целей или для создания отдельных эффектов, так и совмещать их.
- Чернила на основе масляной сажи (油烟墨) изготавливаются с использованием сажи из сожженного тунгового масла или различных других масел. В этом типе чернил больше клея, чем в других видах, поэтому они не так сильно растекаются. Они дают теплый черный цвет и хороши как чернила общего назначения для живописи и каллиграфии.
- Чернила из сажи сосновых опилок (松烟墨) содержат меньше клея и поэтому лучше растекаются, чем чернила из масляной сажи. Они дают сине-чёрный цвет и подходят для каллиграфии и живописи гунби.
- Лаковая сажевая краска (特烟墨) изготавливается из сажи высушенного сырого лака. Она имеет блестящий вид и больше всего подходит для живописи.
- Угольные чернила изготавливаются с использованием обычного древесного угля. Они содержат наименьшее количество клея и поэтому лучше растекаются по бумаге, чем другие чернила. В основном используются для фристайла и каллиграфии.
- Тушь Цинмо (青墨) — это масло или сосновая сажа, смешанная с другими ингредиентами для получения тонких сине-чёрных чернил. В основном используются для каллиграфии.
- Цветные чернила (彩色墨) — это чернила из масляной сажи, которые смешиваются с пигментами для создания сплошных чернил цвета. Наиболее популярны чернила из киновари, которые, как сообщается, использовались китайскими императорами.
- Жидкие чернила (墨汁是墨) — это готовая смесь чернильной основы и пигмента, которой можно писать без использования чернильного камня для измельчения чернил. Первые жидкие чернила в Китае были разработаны Се Сонгдаем из Сянсяна в 1882 году, поскольку измельчение чернил занимало слишком много времени и увеличивало среднее время составления документов в официальном делообороте Империи Цин, впервые поступили в продажу в 1898 году.

Художник может заказать индивидуальные чернила, соответствующие его потребностям. Медицинские чернила производятся путём смешивания стандартных чернил с растительными лекарственными средствами, их можно измельчать и принимать внутрь. Некоторые чернила производятся в очень декоративных и необычных формах для коллекционеров, а не для фактического использования.
В каждом типе чернил есть много вариаций относительно дополнительных ингредиентов и тонкости сажи. Художник выбирает лучший тип чернил, подходящий для его нужд в зависимости от дисциплины, типа бумаги и т. д.